# 金色の翼
『金色の翼』（きんいろのつばさ）は、東海テレビ・フジテレビ系列で2007年7月2日から9月28日に放送された昼のテレビドラマ。放送時間は、月曜～金曜の13:30～14:00 (JST)。全65回。
男女の愛憎や金への執着を描いたドラマで、『危険な関係』（2005年）、『美しい罠』（2006年）に続く、東海テレビ制作の昼ドラマ恋愛心理ミステリー3部作の完結編と位置付けられているが、前2作と比較すると男女の心理戦やサスペンス要素が非常に少ない作品になっている。
7月16日は新潟県中越沖地震のためL字画面で放送された。新潟総合テレビは深夜に放送（字幕放送ではあったが、ハイビジョン放送ではなかった）。8月2日は津波警報字幕付き放送。

## ストーリー・概要
東京の南海200kmにある孤島のリゾートホテルに未亡人・修子が訪れた。彼女は夫の遺産300億ドルを相続していたが、金に執着する人々から離れた生活がしたかったのだ。しかし、ホテルの男性使用人・槙とその恋人・理生は自分たちを縛り付けるこの島を出る資金を得ようと策略。ホテルの滞在者たちも彼女の財産を狙い画策するが、やがて槙は本気で修子に恋をしてしまう。修子には夫殺しの容疑も浮かび上がり……。
- 原案の『鳩の翼』の要素は修子・槙・理生のキャラクター設定に若干影響はあるが、『危険な関係』や『美しい罠』のようにストーリーに原案のストーリーをアレンジして本編に組み込むということはされていない。修子と槙の恋、ホテルを巡るセツと静江の愛憎劇、修子の身の上話、玻留と玖美の恋、ホテル滞在者の金に関する話などさまざまなエピソードが描かれる作品になった。そのため、それまでの視聴者の間では非常に賛否が分かれる作品である。
- 撮影セットの一部やエピソードの一部が、好評だった『美しい罠』と酷似している。
- 槙と理生はしばしば島から外出しているため、島から逃亡可能である。「島に縛り付けられている」という設定には矛盾が生じる。
- 放送開始当初から番組オリジナルグッズ販売や名古屋市内のフランス料理レストランでの番組特製ランチメニュー企画など、宣伝に力を入れていたが、視聴率は全く振るわなかった。

## 登場人物・キャスト
日ノ原修子 - 国分佐智子 ・日ノ原コンツェルン会長未亡人
ブラジルで飛行機事故で死亡した夫の殺人容疑者として取り調べられた過去がある。槙と恋に落ちるが、奥寺を手なずけ、夫殺し事件や迫田転落事件の詮索を防御する。
吉岡槙 - 高杉瑞穂 ・ホテル従業員
兄の檀（だん）が起こした殺人事件の容疑者として疑われたときに、セツから島のホテルで働くことを勧められる。修子を恋におとしだまして金を奪おうとするが、本気で愛してしまう。しかし、修子に裏切られる。
行永理生（水谷理生）- 肘井美佳 ・ホテルオーナー代行
恋人の槙と共に島を脱出したくて修子をだますが、修子と槙の仲に嫉妬する。修子とセツをだますため奥寺と偽装婚約するが、解消。迫田の転落事件の犯人を突き止めようとする。
瀬川玻留 - 倉貫匡弘 ・修子の弟
金使いの荒い遊び人だが、姉思いのやさしい面もある。玖美を弄んでいたが、理生に興味をもつようになる。姉に近づく槙を嫌っている。つねに拳銃を隠し持っている。
奥寺麻人 - 黒田アーサー ・資金に困っている企業社長
理生に求婚する予定だったが、修子の資産と容貌に引かれる。そのためセツに奥寺の会社の証券を義理の弟に譲ると脅されると理生と偽装婚約し、静江の資金でセツに融資してだまそうとする。しかし、修子が迫田転落事故に関わったのを見たことで修子と近づいたため、理生と婚約解消。静江とは犬猿の仲になる。社長室にSMルームを設置している。
奥寺玖美 - 上野なつひ ・麻人の娘
大学生だが未だに母の形見のテディベアを持ち歩く。玻留に恋をしており、彼の子を妊娠してしまう。
行永セツ- 剣幸 ・ホテルオーナー
ホテルの負債を奥寺に負担してもらいたくて奥寺と理生の結婚を望んでいたが、その計画は失敗。ホテルを守るために槙や修子を巻き込む。姪の理生と養子縁組みをしている。
脇坂静江 - 沖直未 ・悪い噂だらけの投資家
セツに恋人を奪われたことを根にもっており、セツの債権を買い取り、ホテルと島を受け渡すようセツに迫る。しかし、手を組んでいた奥寺の裏切りのため失敗する。修子の金と奥寺の会社を奪いたいとつねに思っている野心家。
保科絹子 - 高嶺ふぶき ・自称小説家
じつは出版した本は一冊もない。修子のブラジル生活時代と迫田の転落事故事件に興味をもっている。じつは警視庁の捜査官で、槙の兄が起こした事件を捜査するため、30年前に死んだ祖母の名を使い3年前からホテルにたびたび訪れている。
迫田文雄 - 片岡弘貴 ・日ノ原コンツェルン顧問弁護士　
日系ブラジル人　今でも修子の夫殺しを疑っている。修子にある書類を見せるためにわざわざ日本にやってきた。ホテルのテラスから転落して重傷を負い記憶喪失になってしまうが、実は仮病だった。
杉浦敦 - 佐々木勝彦 ・ホテル支配人
ホテル職員すべてから信頼される人物。娘を殺した犯人の親類がこの島にいると知り、5年前に偽名を使って都内のレストランから転職。妻の栄子と槙を監視し続けていた。自称小説家の絹子の存在に疑問をもっており、正体を調べていた。
杉浦栄子 - 増子倭文江 ・ホテル従業員
敦の妻。8年前に娘を殺された心の傷はまだ癒えないが、夫と共に島に残る決意をした。
石野和之 - 田中聡元 ・ホテル料理人
理生に片思いしている。
梅原誠司 - 五代高之 ・理生の実父
借金と酒で身を崩しており、セツから受け取った500万円で理生を養女に出す。ホテルが静江の手に渡ると知ると、理生を救うために島に再度現れる。
ほか

## スタッフ
- 原案 - ヘンリー・ジェイムス『鳩の翼』（講談社文芸文庫：上 ISBN 4061975854 下 ISBN 4061975897）
- 脚本 - 金谷祐子
- プロデューサー - 風岡大（東海テレビ）、浦井孝行（国際放映）、河角直樹（国際放映）
- 演出 - 奥村正彦、村松弘之、堀口明洋　ほか
- 音楽 - 岩本正樹
- 広報 - 植木圭一（東海テレビ）、胡桃千春（東海テレビ）、山本章子（東海テレビ）
- ロケ協力 - 株式会社新光重機土木、中日本航空株式会社、kawanaリゾート・ミッシェルガーデンコート、千葉市動物公園、東京湾フェリーターミナル、本田航空他
- 衣装協力 - チトセ株式会社、セブンユニフォーム、ニッセン、馬里邑、ラブエル、EDWIN　他
- 技術協力 -  バスク 、TMC-A1スタジオ
- 制作 - 東海テレビ放送、国際放映

## テーマソング
- 主題歌：mink「Bamboleo」（ジプシー・キングスのカバー・rhythm zone）
- 挿入歌：mink「Why don't you」（rhythm zone）

## サブタイトル
| 週    | 各話   | サブタイトル   | 放送日    | 週     | 各話   | サブタイトル   | 放送日    | 週     | 各話    | サブタイトル | 放送日    |  |
| ----- | ------ | -------------- | --------- | ------ | ------ | -------------- | --------- | ------ | ------- | ------------ | --------- |  |
| 第1週 | 第1話  | 黒いベールの女 | 2007/7/2  | 第6週  | 第26話 | 嘘をつく理由   | 2007/8/6  | 第11週 | 第51話  | 助けたいもの | 2007/9/10 |  |
|       | 第2話  | 噂の未亡人     | 2007/7/3  |        | 第27話 | アリバイ       | 2007/8/7  |        | 第52話  | 宣託         | 2007/9/11 |  |
|       | 第3話  | 愛とお金と…    | 2007/7/4  |        | 第28話 | 夏の夜のタンス | 2007/8/8  |        | 第53話  | 憎しみ       | 2007/9/12 |  |
|       | 第4話  | 侵入者         | 2007/7/5  |        | 第29話 | 告白           | 2007/8/9  |        | 第54話  | 肉親の鎖     | 2007/9/13 |  |
|       | 第5話  | 翼への野心     | 2007/7/6  |        | 第30話 | 事件           | 2007/8/10 |        | 第55話  | 幽霊         | 2007/9/14 |  |
| 第2週 | 第6話  | 殴った痛み…    | 2007/7/9  | 第7週  | 第31話 | イカロスの翼   | 2007/8/13 | 第12週 | 第56話  | 秘密         | 2007/9/17 |  |
|       | 第7話  | 企みのメモ     | 2007/7/10 |        | 第32話 | 隠れ家         | 2007/8/14 |        | 第57話  | 守りたいもの | 2007/9/18 |  |
|       | 第8話  | 恋愛ゲーム     | 2007/7/11 |        | 第33話 | 二人の夏       | 2007/8/15 |        | 第58話  | 嘘と嘘       | 2007/9/19 |  |
|       | 第9話  | あなたは鳥だ…  | 2007/7/12 |        | 第34話 | 小鳥           | 2007/8/16 |        | 第59話  | 嘘と嘘と嘘   | 2007/9/20 |  |
|       | 第10話 | 秘密           | 2007/7/13 |        | 第35話 | 花火           | 2007/8/17 |        | 第60話  | 真実         | 2007/9/21 |  |
| 第3週 | 第11話 | ヴァンピーロ   | 2007/7/16 | 第8週  | 第36話 | 呼び出し       | 2007/8/20 | 第13週 | 第61回  | 告白         | 2007/9/24 |  |
|       | 第12話 | 嘘の棘         | 2007/7/17 |        | 第37話 | 再会           | 2007/8/21 |        | 第62回  | 決断         | 2007/9/25 |  |
|       | 第13話 | 偽りのキス     | 2007/7/18 |        | 第38話 | 宣戦           | 2007/8/22 |        | 第63回  | 思い出       | 2007/9/26 |  |
|       | 第14話 | 心の鎖         | 2007/7/19 |        | 第39話 | 恋心           | 2007/8/23 |        | 第64回  | 夏の終わり   | 2007/9/27 |  |
|       | 第15話 | イカロスの翼   | 2007/7/20 |        | 第40話 | こうもり       | 2007/8/24 |        | 最終回  | 翼           | 2007/9/28 |  |
| 第4週 | 第16話 | 嵐の夜の秘密   | 2007/7/23 | 第9週  | 第41話 | 憎しみつつ守る | 2007/8/27 |        |         |              |           |  |
|       | 第17話 | 開かれた扉     | 2007/7/24 |        | 第42話 | 事故と事件     | 2007/8/28 |        |         | 視聴率       |           |  |
|       | 第18話 | 秘密のデート   | 2007/7/25 |        | 第43話 | 心の在りか     | 2007/8/29 |        | 7月平均 | 4.5%         | -         |  |
|       | 第19話 | 計算された芝居 | 2007/7/26 |        | 第44話 | 車椅子の男     | 2007/8/30 |        | 8月平均 | 4.7%         | -         |  |
|       | 第20話 | 迫ってきた男   | 2007/7/27 |        | 第45話 | 弱み           | 2007/8/31 |        | 9月平均 | 5.3%         | -         |  |
| 第5週 | 第21話 | 正体           | 2007/7/30 | 第10週 | 第46話 | 秘密の妊娠     | 2007/9/3  |        | 全平均  | 4.8%         | -         |  |
|       | 第22話 | 作り話         | 2007/7/31 |        | 第47話 | 切れない鎖     | 2007/9/4  |        | 最高    | 6.9%         | 2007.9.7  |  |
|       | 第23話 | 捜索           | 2007/8/1  |        | 第48話 | 残酷な鞭       | 2007/9/5  |        | 最低    | 2.9%         | 2007.8.24 |  |
|       | 第24話 | 大きな幸せ     | 2007/8/2  |        | 第49話 | 仕返し         | 2007/9/6  |        |         |              |           |  |
|       | 第25話 | 取引           | 2007/8/3  |        | 第50話 | 謎の小説家     | 2007/9/7  |        |         |              |           |  |

## その他
- ストーリーの主軸となる予定であった吉岡槙の兄事件と迫田転落事件を追う刑事役の俳優が、7月中旬に怪我のため降板している。クランクアップも9月中旬と遅れており、そのため若干脚本が書き換えられたと推測される。それらとの関連性は不明だが、サスペンスや心理劇がメインという当初の触れ込みとはかけ離れた作品になっている。8月5日に行われた高杉瑞穂と倉貫匡弘のトークショー内で「金色の翼はラブストーリー」ということを何度も強調していた。脚本家の金谷祐子もインタビューでラブストーリーであることを強調していた。
- minkの歌う主題歌の「Bamboleo」は初回放送時から8月31日放送時までは原曲通りのスペイン語バージョンが使用されていたが、9月3日の放送から日本語詞バージョンに変更された。日本語詞バージョンは「Bamboleo (Japanese Version)」としてドラマオリジナルサウンドトラックに収録され、iTunes Storeでも配信されているが、スペイン語バージョンの正式な音源化はされていない。また挿入歌として数度使用された「Why don't you」はminkのシングル「Together again」に収録されている。
- オープニングや劇中で出てくる島は御蔵島であるが、この島での撮影はされていない。海辺のシーンの一部は三浦半島や鎌倉で撮影され、他のシーンはブルーバック合成画面である。